# Club Deportivo Los Chankas
O Club Deportivo Los Chankas (anteriormente conhecido como Cultural Santa Rosa) é um clube de futebol peruano da província de Andahuaylas, no departamento de Apurímac. Fundado em 1989, participou da Copa Peru até 2015, quando chegou às oitavas de final, o que lhe permitiu participar da Segunda Divisão a partir de 2016, divisão na qual milita até o momento.

## História
Foi fundado com o nome de Straiker, no qual a maioria dos jogadores eram policiais, por isso um de seus apelidos. Com o passar dos anos, mudaram de nome em homenagem à padroeira da Polícia Nacional do Peru (Santa Rosa de Lima).

### Participações na Copa Peru
Já sob o nome de Cultural Santa Rosa, teve sua primeira participação na Copa Peru em 2010, quando se classificou para a Etapa Regional do torneio daquele ano, sendo eliminado ao terminar em segundo lugar em seu grupo, atrás do Sport Victoria.
Na Copa Peru de 2011 e 2013, o time se classificou novamente para a Etapa Regional, mas nas duas vezes terminou em último em seu grupo.
Suas melhores participações foram em 2014, quando caiu para o Alianza Unicachi, e em 2015 quando foi batido pelo Sport Áncash.

### Convite para a segunda divisão
Na Segunda Divisão de 2015, de acordo com as bases do torneio daquele ano (disputado com 12 equipes), haveria apenas um rebaixamento por razões desportivas, que em teoria corresponderia ao Club San Simón, que estava no 12º lugar. No entanto, como este clube se retirou na metade do campeonato, o descenso passou a corresponder a quem estivesse na 11ª colocação ao final do campeonato, posição ocupada pelo Club Atlético Minero. E embora quisessem considerar um único rebaixamento ao final da temporada, as regras foram aprovadas dessa forma pela Federação Peruana de Futebol, que acabou rejeitando o pedido da ADFP-SD de um único rebaixamento, rebaixando o clube de Matucana.
Com isso, havia ainda uma vaga de promoção a ser definida, e, visto que houve outras equipes que entraram na Segunda Divisão 2016 através de um convite dado a partir do mérito esportivo da Copa Peru de 2015 para completar o torneio, foram convidados o Unión Tarapoto e o Sport Áncash (além dos outros clubes que alcançaram as quartas de final, exceto o DIM de Miraflores que terminou em 9º e que confirmaram sua participação para as instâncias correspondentes na Copa Peru de 2016). A vaga foi oficialmente entregue ao Cultural Santa Rosa, que foi o próximo por mérito esportivo, ascendendo assim ao torneio em que terminou em sexto lugar e sua primeira partida foi um empate em 0 a 0 com a Academia Cantolao.
Na temporada de 2017 conseguiu melhorar sua participação ao terminar na quinta colocação, apesar de uma campanha irregular no início da temporada.
Na temporada de 2018 não conseguiu melhorar ao terminar em décimo lugar, apesar disso conseguiu melhorar nas estatísticas do clube quanto a gols a favor.
Em 2019, o torneio da Segunda Divisão do Peru seria renomeado para Liga 2. No início do torneio, sua participação não estava confirmada, junto com a de Sport Rosario (que desistiu de participar) e Sport Victoria (que foi excluído da competição por dívidas). Posteriormente acabou conseguindo jogar e conseguiu sua quarta participação consecutiva e finalizou o campeonato na nona posição.
Em 2020, dada a pandemia de COVID-19, a Liga 2 foi disputada por 10 times em sistema de todos contra todos em turno único, com todas as partidas disputadas em Lima. Devido a diversos problemas e sem tempo de reação, o Cultural Santa Rosa terminou o torneio na última posição. Porém, devido à pandemia, não houve rebaixamento nesta temporada.
Em agosto de 2021 mudou seu nome para o atual Club Deportivo Los Chankas - CYC.